# 14.º distrito congresional de California
El 14.º distrito congresional es un distrito congresional que elige a un Representante para la Cámara de Representantes de los Estados Unidos por el estado de California. Según la Oficina del Censo, en 2011 el distrito tenía una población de 650 012 habitantes. Comprende el norte del enclave tecnológico de Silicon Valley, donde se encuentran municipios como: San Mateo, Menlo Park, Redwood City. Actualmente el distrito está representado por la Demócrata Jackie Speier.

## Geografía
El 14.º distrito congresional se encuentra ubicado en las coordenadas 37°34′29″N 122°29′41″O / 37.5746729, -122.4947939.

## Demografía
Según la Oficina del Censo de los Estados Unidos, en 2011 había 650 012 personas residiendo en el 14.º distrito congresional. De los 650 012 habitantes, el distrito estaba compuesto por 443 240 (68.2%) blancos; de esos, 422 449 (65%) eran blancos no latinos o hispanos. Además 17 823 (2.7%) eran afroamericanos o negros, 2 029 (0.3%) eran nativos de Alaska o amerindios, 139 649 (21.5%) eran asiáticos, 5 005 (0.8%) eran nativos de Hawái o isleños del Pacífico, 39 193 (6%) eran de otras razas y 23 864 (3.7%) pertenecían a dos o más razas. Del total de la población 133 188 (20.5%) eran hispanos o latinos de cualquier raza; 102 260 (15.7%) eran de ascendencia mexicana, 2 236 (0.3%) puertorriqueña y 965 (0.1%) cubana. Además del inglés, 3 050 (16.8%) personas mayor a cinco años de edad hablaban español perfectamente.
El número total de hogares en el distrito era de 243 040 y el 66.1% eran familias en la cual el 31.5 tenían menores de 18 años de edad viviendo con ellos. De todas las familias viviendo en el distrito, solamente el 54% eran matrimonios. Del total de hogares en el distrito, el 4.8 eran parejas que no estaban casadas, mientras que el 0.7% eran parejas del mismo sexo. El promedio de personas por hogar era de 2.62. 
En 2011 los ingresos medios por hogar en el distrito congresional eran de US$96 364, y los ingresos medios por familia eran de US$166 550. Los hogares que no formaban una familia tenían unos ingresos de US$81 726. El salario promedio de tiempo completo para los hombres era de US$91 026 frente a los US$66 997 para las mujeres. La renta per cápita para el distrito era de US$52 391. Alrededor del 5.3% de la población estaban por debajo del umbral de pobreza.